# Ultra Seven (jeu vidéo)
 (septembre 2015).
Ultra Seven (ウルトラセブン) est un jeu vidéo de combat un contre un en 2D à thème de superhéros. Il a été développé par Bec et édité par Bandai uniquement au Japon  pour la SNES le 26 mars 1993,. Il s'agit d'une adaptation de la série télévisée éponyme, Ultraseven.

## Synopsis
Ultra Seven est un extraterrestre venu de la planète M-78. Il doit lutter contre des monstres pour protéger la Terre.

## Système de jeu
Le système de jeu est quasiment identique à Ultraman. Ultra Seven est le seul personnage jouable mais il peut faire appel à 3 montres alliés : Agira, Miclas et Windom.

### Sources
- Famitsu, n°224, noté 21/40 (ja)